# Эрбер, Йозеф
Йозеф Эрбер (нем. Josef Erber, при рождении Йозеф Хоуштек; 16 октября 1897, Оттендорф Австро-Венгрия — 31 октября 1987, Хоф, ФРГ) — судетский немец, обершарфюрер СС, сотрудник гестапо концлагеря Освенцим.

## Биография
Йозеф Эрбер родился 16 октября 1897 года в семье текстильщика. 8 лет посещал начальную школу и после её окончания работал на прядильной фабрике. В 1915 году был призван в 18-й пехотный полк, в составе которого воевал в России, где был ранен, а потом в Италии. В конце войны попал в плен к итальянцам, из которого был выпущен в 1919 году. Вернувшись в родной город, вновь стал работать на прядильной фабрике. В 1936 году вступил в Судето-немецкую партию. 1 ноября 1938 года вступил в НСДАП (№  6601524). В 1939 году был зачислен в ряды СС. В октябре 1940 года поступил на службу в отряды СС «Мертвая голова», размещавшиеся в Ораниенбурге. В ноябре 1940 года был откомандирован в концлагерь Освенцим, где сначала служил в охране лагеря, затем в оружейной мастерской. В 1942 году его перевели в политический отдел (лагерное гестапо). Эрбер участвовал как минимум в 50 селекциях узников. Бывший член зондеркоманды Освенцима Филип Мюллер говорил об Эрбере следующее: «Когда он появлялся в крематории, всегда происходила крупная акция уничтожения, поэтому его прозвали ангелом смерти». В феврале 1944 года Эрбер получил звание обершарфюрера СС и был награждён Крестом «За военные заслуги» второго класса. Оставался в Освенциме вплоть до его эвакуации в январе 1945 года. Затем служил в концлагерях Маутхаузен и Гросс-Розен.

### После войны
12 мая 1945 года был арестован американскими войсками. 24 декабря 1947 года был освобождён. В последующие годы работал на прядильной фабрике в Хофе. 1 октября 1962 года был арестован. Эрбер стал обвиняемым на втором процессе по делу о преступлениях в концлагере Освенцим, который проходил с 14 декабря 1965 по 16 сентября 1966 года в земельном суде Франкфурта-на-Майне и был приговорён к пожизненному заключению за убийство в 70 случаях.
9 августа 1986 года был досрочно освобождён из тюрьмы в Швальмштадте.